# Jean Bourcet de la Saigne
Pierre-Jean de Bourcet, Jean-Baptiste Bourcet pour l'état-civil, né à Usseaux, le 25 juin 1713, et mort à Corte, 10 août 1771  est un militaire qui a joué un rôle clé dans la réalisation des cartes des Alpes dont l'établissement avait été confié à son frère Pierre Bourcet, et dans l'établissement de la carte de la Provence orientale qu'il dirige en personne.

## Biographie

### Famille

#### Ascendance et fratrie
Pierre Joseph Bourcet est le plus jeune enfant de Daniel-André Bourcet et de Marie-Magdeleine Légier,.
Il a douze frères et sœurs dont plusieurs meurent en bas âge. Douze naissent à Usseaux. Seule une fille, Anne-Marie Bourcet, nait à Briançon en 1710. Elle a pour marraine Marie Grand de Champrouët qui appartient à l'une des rares familles nobles de la ville et cette présence témoigne de l'appartenance de Daniel-André Bourcet et de son épouse au groupe social des notables briançonnais.
1. Michel Bourcet, né le 2 aout 1690 et mort le 30 aout 1690.
2. Marie-Magdeleine Bourcet, née le 11 septembre 1691, elle épouse de Charles César Magnien et vit à Usseaux.
3. Anne Bourcet, née le 30 aout 1693 et morte le 31 décembre 1693.
4. Magdelène Bourcet, née le 30 octobre 1694.
5. Michel Bourcet, né le 28 octobre 1696 et mort le 4 avril 1697.
6. André Bourcet, né le 20 mai 1698 et mort le 1er mai 1699.
7. Pierre Joseph de Bourcet, né le 1er mars 1700 et mort le 14 octobre 1780 (à 80 ans) à Meylan.
8. Suzanne Bourcet[note 2], née le 13 mai 1702 et morte le 9 septembre 1705 (à 3 ans).
9. Catherine Bourcet, née le 10 septembre 1704. Elle épouse le 24 février 1727, à Usseaux, Pierre Bourcet.
10. Joseph Bourcet, né le 7 décembre 1706 et mort le 20 décembre 1706.
11. Suzanne Bourcet, née le 28 mai 1706[note 2],[note 3].
12. Anne-Marie Bourcet, née le 1er novembre 1710 à Briançon[3], et morte le 22 octobre 1799 (à 88 ans).

Jean qui nait le 25 juin 1713 est le dernier de la famille et 23 ans séparent sa naissance de celle de son aîné.

#### Union et descendance
Pierre Joseph (Jean-Baptiste pour l'état civil) épouse, le 3 février 1750., en l'église Saint-Louis de Grenoble, Marguerite-Victoire Lovat, fille de François Lovat, conseiller du roi et correcteur de la Chambre des Comptes de Paris, et de Geneviève Delespine. Les témoins de ce mariage sont : le brigadier Pierre-Joseph Bourcet, frère du marié, Juste-André Chambon, conseiller à la Cour des Comptes du Dauphiné, le docteur Jacques Bayle, médecin ordinaire du roi et Joseph Lovat, frère de l'épouse.
De cette union naissent :
1. Pierre-François, né le 24 novembre 1750 à Grenoble[4], mort en bas âge.
2. Pierre-Jean , né à Grenoble, le 11 juin 1752 et mort à Naples en 1822.
3. Jean, officier au corps du Génie, mort à Mézières en 1773.
4. Marie-Victoire née le 31 juillet 1753 à Grenoble[5]. Elle épouse le 11 septembre 1770, à Fontaine, Louis-Henri de Baratier, seigneur de Seigneur de Pommeaux et les Robins, capitaine d'infanterie, ingénieur ordinaire du roi, et fils de Joseph-François de Baratier, maître à la Chambre des comptes du Dauphiné et de Marie Thérèse de Pétichet[6],[note 4]. Elle décède à Grenoble le 7 juin 1834 (à 80 ans)[7].
5. Louis-Joseph, né le 30 octobre 1754[7],[8].
6. Marie-Anne-Louise, née à Grenoble le 8 novembre 1755[9] et morte à Grenoble le 2 octobre 1786. Elle épouse, le 11 septembre 1770, à Fontaine, François Augustin Regnier de Jarjayes[10],[note 4]. Elle décède le 2 octobre 1786 (à 16 ans)[7].
7. Henriette.

### Carrière

#### Postes et grades
Le 1er mai 1733, il est nommé lieutenant au Bataillon de Villeneuve.
Le 26 avril 1735, il est promu aide-major .
Le 10 mai 1740, il est reçu dans le corps du génie et attaché, avec le grade de lieutenant au Régiment d'Anjou.
Le 1er janvier 1745 Il y obtient le grade de capitaine.
le 15 octobre 1746, il obtient la Croix de Saint-Louis.
Le 6 avril 1761, il est nommé ingénieur en chef à Grenoble.
Le 18 octobre 1761, il est promu colonel au Régiment d'Aquitaine. En novembre 1761, il est chargé par Louis Joseph de Bourbon-Condé de diriger les travaux du siège de Meppen dont l'armée du roi s'empare au bout de deux jours.
Le 18 juin 1768, il est nommé brigadier des armées du roi,.
Le 16 septembre 1769, il est nommé directeur des fortifications de Corse.
Le 16 aout 1771, il est élevé, à titre posthume, à la dignité de maréchal de camp des armées du roi. Ce grade d'officier général, en vertu d'un édit royal de novembre 1750, confère la noblesse militaire héréditaire à sa descendance légitime, née et à naître.
Son fils Pierre-Jean de Bourcet obtient, le 1er décembre 1777, une ordonnance de la Chambre des Comptes du Dauphiné qui reconnaît son appartenance à la noblesse sur la base de l'enregistrement du brevet de maréchal de camp accordé à son père.

### Monographies et ouvrages généraux
- Louis-Étienne Ganeau, Suite de la Clef, ou Journal historique sur les matières du temps, t. XC, Louis-Étienne Ganeau, novembre 1761 (lire en ligne), p. 392.
- Edmond Maignien, L'ingénieur militaire Bourcet et sa famille, Grenoble, Xavier Drevet, 1890, 48 p. (lire en ligne).
- M. Pinard (ancien archiviste du ministère de la Guerre)., Chronologie historique-militaire, contenant l'histoire de la création de toutes les charges, dignités et grades militaires supérieurs, de toutes les personnes qui les ont possédés... des troupes de la maison du Roi. Chronologie des brigadiers d'infanterie jusqu'au 24 mars 1772, t. Huitième, Paris, Eugène Onfroy, 1778 (lire en ligne).

### Ressources en ligne
- Michel Rostolan (Curé de Briançon), Département des Hautes-Alpes, état civil antérieur à 1789, « Paroisse de Briançon, baptêmes, mariages, sépultures, 1709-1712. : Vue 69, année 1710, Acte de baptême d'Anne-Marie Bourcet », Archives départementales des Hautes-Alpes, 1er novembre 1710.
- Ville de Grenoble, « Etat civil antérieur à 1789, Registres paroissiaux : GG 184, Paroisse Saint-Louis, Baptêmes, mariages et enterrements, 1750-1756. », Archives municipales de Grenoble, 1756.
- Archives départementales de l'Isère, « Fontaine. baptêmes,mariages,sépultures. Coll. départementale : 9NUM/5E170/2 1737-1792. », Archives départementales de l'Isère, 1770.